# Slam Dunk Festival
Das Slam Dunk Festival ist ein seit 2006 stattfindendes mehrtägiges Musikfestival, welches in Leeds und Hatfield stattfindet. Zwischen 2013 und 2019 fand das Festival ebenfalls in Wolverhampton statt. Veranstalter ist das britische Label Slam Dunk Records.

## Geschichte
Das Festival wurde erstmals im Jahr 2006 in Leeds ausgetragen. Ausrichter ist das ortsansässige Label Slam Dunk Records, welches durch das Signing von You Me at Six nationale Bekanntheit erlangen konnte. Es wurde im Millennium Square in Leeds mit Fall Out Boy, The Academy Is…, Thursday, Hundred Reasons, Capdown, The Hush Sound und Hellogoodbye veranstaltet.
Bereits im zweiten Jahr wurde das Gelände vergrößert. Das Festival zog auf das Geländer der Studentenvereinigung der University of Leeds. Allerdings wurde auch das zweite Festival mit einer Bühne, auf der erneut sieben Bands spielten, ausgetragen. Es spielten unter anderem Reel Big Fish, Mad Caddies, You Me at Six und Paramore auf dem Slam Dunk 2007.
Am 25. Mai 2008 wurde das Festival auf vier Bühnen erweitert, auf denen insgesamt 28 Gruppen spielten. Es traten unter anderem The Blackout, Cute Is What We Aim For, Boys Like Girls, Kids in Glass Houses, Story of the Year, Zebrahead, Attack! Attack!, Twin Atlantic, We Are the Ocean und The Red Jumpsuit Apparatus auf.
Bereits ein Jahr später wurden zwei weitere Bühnen hinzugefügt, sodass die teilnehmenden Künstler auf sechs Bühnen verteilt wurden. Es spielten Hey Monday, Anti-Flag, Silverstein, Hollywood Undead, Young Guns, Devil Sold His Soul, Sonic Boom Six, Hundred Reasons und Glamour of the Kill.
Im Jahr 2010 fand das Festival erstmals zweitägig statt. Allerdings fanden die beiden Festivaltage an unterschiedlichen Standorten statt. Neben dem Gelände der University of Leeds wurde das Slam Dunk erstmals auch an der University of Hertfordshire ausgetragen. Die Besetzung der Künstler blieb identisch. Es spielten auf acht Bühnen unter anderem New Found Glory, Alkaline Trio, Four Year Strong, Against Me!, Skindred, Rolo Tomassi, Set Your Goals, RX Bandits, Breathe Carolina, The Wonder Years, Your Demise, Millionaires und Get Cape. Wear Cape. Fly.
Auch 2011 fand das Slam Dunk Festival an beiden Standorten statt. Erstmals wurde das Festival etwas verkleinert. Die Anzahl der Bühnen wurde auf sieben reduziert. Es spielten in diesem Jahr Reel Big Fish, Mayday Parade, Less Than Jake, Framing Hanley, Dance Gavin Dance, Yashin, While She Sleeps, Bury Tomorrow, Shadows Chasing Ghosts und Lower Than Atlantis auf dem Festival. Auch 2012 wurde das Festival verkleinert. Lediglich vier Bühnen wurden aufgebaut, auf denen Architects, Every Time I Die, Cancer Bats, Of Mice & Men, Funeral for a Friend, Motion City Soundtrack, I See Stars, The Word Alive, Gallows, The Story So Far und Make Do and Mend auftraten.
Seit 2013 findet das Festival an drei Orten an drei Tagen statt. Neu hinzu kam Wolverhampton. Die Bühnenzahl wurde wieder auf sieben erhöht. Zwischen dem 25. und 27. Mai 2013 spielten unter anderem All Time Low, Pierce the Veil, Sleeping with Sirens, The Summer Set, Tonight Alive, The Early November, Memphis May Fire, Woe, Is Me, Hands Like Houses, House vs Hurricane, Senses Fail, Chunk! No, Captain Chunk! und Jonny Craig. Für 2014 wurden The All-American Rejects, We Are the In Crowd, Zebrahead, Bury Tomorrow, Letlive, The Ghost Inside, The Devil Wears Prada, Crown the Empire, Caliban, I Killed the Prom Queen, Modern Baseball, Chiodos, Landscapes, The Ataris und Neck Deep bestätigt. Das Festival fand zwischen dem 24. und 26. Mai 2014 statt.

## Besetzung

### 2006
Das Festival fand im Millennium Square in Leeds statt.
| Hauptbühne                                                                                |
| ----------------------------------------------------------------------------------------- |
| Fall Out Boy The Academy Is… Thursday Hundred Reasons Capdown The Hush Sound Hellogoodbye |

### 2007
Am 27. Mai 2007 wurde das Festival auf dem Gelände an der University of Leeds ausgetragen.
| Hauptbühne                                                                          |
| ----------------------------------------------------------------------------------- |
| Reel Big Fish Paramore Mad Caddies Sonic Boom Six Failsafe Beat Union You Me at Six |

### 2008
Das Festival fand am 25. Mai 2008 auf dem Gelände der University of Leeds statt.
| Glamour Kills Bühne | Die Atticus Bühne | Die Non Stop Bühne | Die UK Now! Bühne                                                                                            |
| --- | --- | --- | --- |
| Cute Is What We Aim For Boys Like Girls Kids in Glass Houses You Me at Six The Red Jumpsuit Apparatus We the Kings Valencia | Story of the Year Fightstar The Blackout Brigade Flood of Red We Are the Ocean Throwing Paper Aeroplanes (Atticus-Contest-Sieger) | Zebrahead Big D and the Kids Table Sonic Boom Six Fandangle Mr Shiraz The JB Conspiracy (Ersatz für State Radio) Random Hand | Tonight is Goodbye Furthest Drive Home Attack! Attack! All or Nothing All Forgotten Twin Atlantic Me vs Hero |

### 2009
Das Festival fand am 24. Mai 2009 auf dem Gelände der University of Leeds statt. Erstmals sechs Bühnen.
| Glamour Kills Bühne                                                                              | Fishing for Eskimo Bühne                                                                        | Die Vans Off The Wall Bühne                                                       |
| ------------------------------------------------------------------------------------------------ | ----------------------------------------------------------------------------------------------- | --------------------------------------------------------------------------------- |
| You Me at Six Cobra Starship Kids in Glass Houses We the Kings The Audition Hey Monday Cash Cash | The Blackout Silverstein We Are the Ocean Hollywood Undead The Urgency All Forgotten Young Guns | Anti-Flag The Slackers The King Blues Sonic Boom Six Farse Random Hand The Skints |

| Die Punktastic.com Bühne                                                                                    | Die Relentless UK Now! Bühne                                                                               | Die Dropdead! Bühne                                                                                     |
| --- | --- | --- |
| Hundred Reasons Attack! Attack! Polar Bear Club Tonight is Goodbye Sing It Loud Me vs Hero Save Your Breath | In Case of Fire Canterbury Paige The Auteur Out of Sight My Emergency Winch House (People's Choice-Sieger) | The Ghost of a Thousand Devil Sold His Soul Hexes Glamour of the Kill Ruiner Defeater Outcry Collective |

### 2010
Erstmals wird das Festival zweitägig ausgerichtet. Zudem wurde das Festival auf dem Gelände der University of Hertfordshire in Hatfield ausgetragen. Die Besetzung der Bands und die Aufteilung auf den jeweiligen Bühnen ist identisch.
| Glamour Kills Bühne                                                                      | Atticus/Jägermeister Bühne                                                                 | The Vans Off The Wall Bühne                                                  | Relentless Bühne                                                                                                 |
| ---------------------------------------------------------------------------------------- | ------------------------------------------------------------------------------------------ | ---------------------------------------------------------------------------- | --- |
| New Found Glory Four Year Strong Set Your Goals Hit the Lights Out of Sight Every Avenue | Alkaline Trio Against Me! We Are the Ocean Rolo Tomassi Young Guns Moneen Save Your Breath | Capdown Skindred RX Bandits Sonic Boom Six Me vs Hero Random Hand The Skints | The Rocket Summer Breathe Carolina Fireworks Crime in Stereo The Wonder Years This Time Next Year All or Nothing |

| Imperial Clothing Bühne                                                       | Kerrang! Introduces Bühne                                                                     | Babycakes Bar                                                                                     | Macbeth Acoustic Bühne |
| ----------------------------------------------------------------------------- | --------------------------------------------------------------------------------------------- | ------------------------------------------------------------------------------------------------- | --- |
| My Passion Devil Sold His Soul Your Demise Blackhole Fact Flood of Red Azriel | Futures Deaf Havana Not Advised Straight Lines Kill Casino Francesqa (Kerrang Contest-Sieger) | L'amour La Morgue Sean Smith (DJ set) Henry Homesweet Millionaires Lags (DJ set) Synthetic Season | Get Cape. Wear Cape. Fly (nur in Leeds) Gavin Butler Chas Palmer-Williams Lights & Sound Lost on Campus Sam Little Portia Conn |

### 2011
Am 19. und 20. Mai 2011 wurde das Festival in Leeds und Hatfield mit erstmals acht Bühnen veranstaltet.
| Jager Bühne                                                                                 | Atticus Bühne | Macbeth Bühne | Honour Over Glory Bühne |
| ------------------------------------------------------------------------------------------- | --- | --- | --- |
| Reel Big Fish Less Than Jake The Starting Line Goldfinger Anti-Flag Hellogoodbye The Skints | 3OH!3 Mayday Parade Framing Hanley Francesqa VersaEmerge Not Advised A Rocket to the Moon We Are the In Crowd The Dangerous Summer | Set Your Goals Hit the Lights Cartel Attack! Attack! A Loss for Words This Time Next Year Failsafe Decade With the Punches | We Are the Ocean Deaf Havana Dance Gavin Dance Yashin While She Sleeps Bury Tomorrow Hyro da Hero Feed the Rhino Shadows Chasing Ghosts |

| Introducing Bühne                                                                                               | Front Bar Bühne                                                                      | Acoustic Bühne                                                                                               |
| --- | ------------------------------------------------------------------------------------ | --- |
| Summerlin Basement Rio Lost Boys Lower Than Atlantis Don Broco The Famous Class Blitz Kids [Competition Sieger] | Tek one Innerpartysystem MC Lars Akira the Don Faceplant Oli Brierley DJ Pesk DJ SET | Jimmy Holland The Lion & The Wolf Lost on Campus Babar Luck Tiger Please Sam Little Dave House Ghost Saddles |

### 2012
Das Festival fand am 26. und 27. Mai 2012 in Hatfield und Leeds statt. Erstmals wurde die Anzahl der Bühnen reduziert.
| Jager Bühne | Honour Over Glory Bühne | Vans Off The Wall Bühne                                                                         | Macbeth Bühne |
| --- | --- | ----------------------------------------------------------------------------------------------- | --- |
| Taking Back Sunday The Blackout Funeral for a Friend Motion City Soundtrack Say Anything Lower Than Atlantis Straight Lines | Architects Every Time I Die Cancer Bats While She Sleeps Of Mice & Men The Word Alive For the Fallen Dreams I See Stars Upon a Burning Body | Gallows Capdown Set Your Goals Don Broco Random Hand Sharks Make Do and Mend Marmozets Hildamay | Hit the Lights Transit The Story So Far Save Your Breath Decade No Trigger Heartsounds Misser Our Time Down Here |

### 2013
Erstmals als dreitägiges Festival an drei Tagen veranstaltet. Das Festival fand zwischen dem 25. und 27. Mai 2013 statt. Erstmals fand das Festival auch in Wolverhampton statt. Es gab sieben Bühnen, die Besetzung an jedem Tag war identisch.
| Main Bühne | Macbeth Bühne | Monster Energy Bühne | Vans Bühne                                                                                            |
| --- | --- | --- | --- |
| All Time Low Deaf Havana Kids in Glass Houses Sleeping with Sirens We Are the Ocean Mallory Knox The Summer Set Tonight Alive | Four Year Strong The Early November The Wonder Years Allister Man Overboard Fireworks Transit The Story So Far The American Scene | Pierce the Veil Memphis May Fire Woe, Is Me Bury Tomorrow The Word Alive Hands Like Houses Heights Our Last Night House vs Hurricane Heart in Hand | King Prawn The Skints Streetlight Manifesto Polar Bear Club Me vs Hero Spunge Itch MC Lars Gnarwolves |

| Tiger Bühne | Front X Sinstar Bühne                               | Keep A Breast Bühne |
| --- | --------------------------------------------------- | --- |
| Cancer Bats Senses Fail Devil Sold His Soul Yashin Blitz Kids Handguns Chunk! No, Captain Chunk! Heroes for Hire | Caspa Tek-One Trolley Snatcha Tyler Mae Pesk & Boca | Andrew McMahon Jonny Craig Gavin Butler William Beckett Ace Enders Chas Palmer Williams Class of '92 Sophomore Mark Halls |

### 2014
Das Festival fand zwischen dem 24. und 26. Mai 2014 in Leeds, Wolverhampton und Hatfield statt.
| Main Bühne | Macbeth Bühne                                                                                          | Monster Energy Bühne | Atticus Bühne |
| --- | --- | --- | --- |
| The All-American Rejects Mallory Knox We Are the In Crowd Motion City Soundtrack We the Kings The Skints Canterbury Blitz Kids | Less Than Jake The Ataris Capdown Zebrahead I Am the Avalanche Gnarwolves Decade Jesse James Fandangle | Bury Tomorrow Letlive The Ghost Inside The Devil Wears Prada Crown the Empire Chunk! No, Captain Chunk! I Killed the Prom Queen Caliban Heart of a Coward | Kids in Glass Houses Hit the Lights Real Friends Neck Deep State Champs Save Your Breath A Loss for Words Modern Baseball Light You Up |

| Cheer Up Bühne                                                                                             | Antique Acoustic Bühne                                                                          | Uphawr DJ Bühne         |
| --- | ----------------------------------------------------------------------------------------------- | ----------------------- |
| Chiodos The Red Jumpsuit Apparatus Feed the Rhino Marmozets Landscapes Ghost Town Natives Verses The First | Vinnie Caruana Chas Palmer-Williams You, Me, and Everyone We Know Rob Lynch The Lion & the Wolf | DJ Yoda MC Lars Tek-One |

### 2015
Das Festival fand zwischen dem 23. und 25. Mai 2015 in Leeds, Wolverhampton und Hatfield statt.
| Main Stage                                                                                                 | Macbeth Stage                                                                                           | Monster Energy Stage                                                                                           | Desperados Stage |
| --- | --- | --- | --- |
| You Me at Six Taking Back Sunday Don Broco Lower Than Atlantis Neck Deep We Are the Ocean Pvris Set It Off | The Wonder Years Fireworks Transit Such Gold Bayside A Loss for Words Cartel ROAM Knuckle Puck As It Is | Architects While She Sleeps Finch Crossfaith Bury Tomorrow Thy Art Is Murder Beartooth The Color Morale Shvpes | Reel Big Fish Millencolin Goldfinger Zebrahead Mariachi El Bronx Lightyear Big D and the Kids Table Patent Pending Survay Says! |

| Impericon Stage                                                                                    | Fresh Blood Stage | Uphawr DJ Stage                                                                            |
| -------------------------------------------------------------------------------------------------- | --- | ------------------------------------------------------------------------------------------ |
| The Bronx Gallows H2O Comeback Kid Bane Stick to Your Guns Trash Talk Being as an Ocean Dead Harts | Moose Blood Baby Godzilla Seaway This Wild Life Rob Lynch Fort Hope Only Rivals Aaron West and the Roaring Twenties Wind in Sails Trash Boat | Tek-One Daniel & Davyd Winter Bates The Algorithm Terufumi Tamano Kyle Clingo Resident DJs |

### 2016
Das Festival fand zwischen dem 28. und 30. Mai 2016 in Leeds, Wolverhampton und Hatfield statt.
| Main Stage                                                                                       | Atlas Stage | The Key Club Stage | Desperados Stage                                                                       |
| ------------------------------------------------------------------------------------------------ | --- | --- | -------------------------------------------------------------------------------------- |
| Panic! at the Disco New Found Glory Mallory Knox Yellowcard Mayday Parade Young Guns Moose Blood | Of Mice & Men Issues Memphis May Fire The Amity Affliction Northlane We Came as Romans Miss May I The Word Alive Coldrain | The Story So Far The Starting Line Four Year Strong Set Your Goals Real Friends As It Is Hit the Lights Roam Trash Boat | The King Blues The Beat Zebrahead Capdown King Prawn Catch 22 Spunge The JB Conspiracy |

| Impericon Stage | Kerrang! Fresh Blood Stage                                                                         | Uprawr DJ Stage                                                                                    | Acoustic/Solo Stage                                                                                         |
| --- | -------------------------------------------------------------------------------------------------- | -------------------------------------------------------------------------------------------------- | --- |
| Every Time I Die Cancer Bats Norma Jean Hacktivist Heart of a Coward Gnarwolves Chunk! No, Captain Chunk! WSTR The One Hundred | New Years Day Creeper With Confidence Waterparks Blood Youth Dead! Boston Manor Cane Hill Hellions | Shikari Sound System Dani & David Winter-Bates Astroid Boys Mel Clarke Party Blinders Resident DJs | The Rocket Summer Rob Lynch Grumble Bee Greywind Away Days Elder Brother Seafoal Bethan Leadley Lianne Kaye |

### 2017
Das Festival fand zwischen dem 27. und 29. Mai 2017 in Leeds, Wolverhampton und Hatfield statt.
| Jagermeister Stage | Monster Energy Stage                                                                                 | The Key Club Stage                                                                                    | Fireball Stage                                                                                     |
| --- | --- | --- | -------------------------------------------------------------------------------------------------- |
| Enter Shikari Don Broco Deaf Havana Beartooth Bury Tomorrow We Are the Ocean Crossfaith Andrew McMahon in the Wilderness | Neck Deep The Movielife We the Kings The Maine Cute Is What We Aim For WSTR Trophy Eyes Like Pacific | Tonight Alive Set It Off Seaway Waterparks With Confidence Boston Manor Black Foxxes Decade Fort Hope | Bowling for Soup Less Than Jake Reel Big Fish Goldfinger Mad Caddies Zebrahead The Ataris Fenix Tx |

| Impericon Stage | Rock Sound Breakout Stage                                                                                | Uprawr DJ Stage                                                                                    | Signature Brew Stage                                                                                               |
| --- | --- | -------------------------------------------------------------------------------------------------- | --- |
| Memphis May Fire Madina Lake Stray from the Path I Prevail Counterfeit Ice Nine Kills Oceans Ate Alaska Shvpes Too Close to Touch | Ocean Grove The Gospel Youth Sylar Area 11 Homebound Makeout Vukovi Casey Better Days You Know the Drill | I Am the Avalanche Nightmare of You Grumble Bee Louise Distras The Lion and the Wolf Lizzy Farrall | Against Me! The Bronx Frank Iero and the Patience Citizen Turnover Crime in Stereo Milk Teeth Sorority Noise Puppy |

### 2018
Das Festival fand zwischen dem 26. und 28. Mai 2018 in Leeds, Wolverhampton und Hatfield statt.
| Jägermeister Stage | Monster Energy Stage | Fireball Stage                                                                                         | Impericon Stage |
| --- | --- | --- | --- |
| Good Charlotte Pvris Frank Carter & The Rattlesnakes Sleeping with Sirens State Champs Creeper Four Year Strong Knuckle Puck | Jimmy Eat World Taking Back Sunday Lower Than Atlantis Moose Blood Twin Atlantic Say Anything The Audition The Dangerous Summer | Reel Big Fish Goldfinger The Skints Zebrahead Capdown Save Ferris King Prawn Guttermouth Templeton Pek | Every Time I Die Northlane Comeback Kid Crown the Empire Counterparts The Devil Wears Prada Astroid Boys Brutality Will Prevail Loathe |

| Signature Brew Stage                                                   | Rock Sound Breakout Stage                                                                                 | The Key Club Acoustic Stage                                                                          |
| ---------------------------------------------------------------------- | --- | --- |
| As It Is Me Vs Hero Trash Boat Roam Broadside Homesafe Can't Swim Woes | Palaye Royale Chapel Dream State Grayscale Holding Absence Milestones Sleep on It Stand Atlantic The Faim | Speak Low If You Speak Love Four Year Strong Rob Lynch Luke Rainsford Pvmnts Selfish Things Cavetown |

### 2019
Das Festival fand am 25. und 26. Mai 2019 in Leeds und Hatfield statt.
| Monster Energy Stage                                                                     | Punk in Drublic Stage                                                                                     | Jägermeister Stage                                                                                   |
| ---------------------------------------------------------------------------------------- | --- | --- |
| All Time Low New Found Glory Neck Deep Simple Plan Waterparks As It Is Boston Manor WSTR | NOFX Bad Religion Less Than Jake Millencolin Lagwagon The Interrupters Mad Caddies Anti-Flag The Bombpops | Bullet for My Valentine Atreyu Story of the Year Silverstein The Word Alive Wage War The Plot in You |

| Impericon Stage                                                           | Dickies Stage                                                                                     | Marshall Stage                                                                                                   |
| ------------------------------------------------------------------------- | ------------------------------------------------------------------------------------------------- | --- |
| Glassjaw Gallows The Bronx Cancer Bats Turnstile Knocked Loose Angel Dust | The Menzingers Touche Amore The Get Up Kids Saves the Day Tigers Jaw Tiny Moving Parts Milk Teeth | Plain White T's hellogoodbye Real Friends Seaway Trophy Eyes A Loss for Words Ryan Key (Yellowcard Acoustic-Set) |

| The Key Club Stage (Left)                                                                              | The Key Club Stage (Right)                                                          | Acoustic Stage                                                                              |
| --- | ----------------------------------------------------------------------------------- | ------------------------------------------------------------------------------------------- |
| IDKHow grandson Employed to Serve Between You & Me Press to Meco Hot Milk Kublai Khan Cruel Hand Pagan | Lights Microwave Shvpes Our Hollow, Our Home Story Untold Y3K Wallflower Cruel Hand | Justin Pierre Rob Lynch Liam Cromby Chas Palmer-Williams Lizzy Farrall tiLLie John Floreani |

### 2020
Das Festival fiel wegen der COVID-19-Pandemie aus.

### 2021
Das Festival fand am 4. und 5. September 2021 in Leeds und Hatfield statt.
| Rock Scene Presents Stage                                                                              | Punk in Drublic Stage | Jägermeister Stage | The Key Club Stage |
| --- | --- | --- | --- |
| Don Broco Waterparks State Champs Mayday Parade We Are the In Crowd Creeper As It Is Hellogoodbye Roam | NOFX Alkaline Trio Anti-Flag The Skints Zebrahead Frank Turner & The Sleeping Souls Capdown Snuff The Baboon Show Buster Shuffle | While She Sleeps Bury Tomorrow Skindred Funeral for a Friend Trash Boat Your Demise Comeback Kid Malevolence Deez Nuts Brutality Will Prevail Loathe Hacktivist Blood Youth | Boston Manor Holding Absence Normandie Spunge Vukovi Lizzy Farrell Wargasm Static Dress Popes of Chilli Town Noahfinnce A McFly Weatherstate Doll Skin The Hara For You the Moon |

### 2022
Das Festival fand am 3. und 4. Juni 2022 in Leeds und Hatfield statt.
| Dickies Stage | Jägermeister Stage                                                                                          | Rock Scene Stage                                                                                                 |
| --- | --- | --- |
| Sum 41 Dropkick Murphys The Interrupters Pennywise Streetlight Manifesto The Vandals Hot Water Music The Bronx The Suicide Machines | Alexisonfire Beartooth The Amity Affliction Electric Callboy Cancer Bats Silverstein Counterparts Cassyette | Neck Deep The Story So Far The Wonder Years Knuckle Puck KennyHoopla Hot Milk Meet Me at the Altar Beauty School |

| Rock Sound Stage | Left Key Stage                                                                                           | Right Key Stage                                                                                |
| --- | --- | ---------------------------------------------------------------------------------------------- |
| Deaf Havana 3OH!3 Set It Off Stand Atlantic The Summer Set Mod Sun With Confidence Punk Rock Factory Chunk! No, Captain Chunk! Yours Truly Between You and Me | Nova Twins Cold Years As December Folds Caskets Hot Mulligan MC Lars Magnolia Park Deathbyromy Pinkshift | Bears in Trees The Flatliners Zummo Mom Jeans Point North In Her Own Words Lil Lotus Smrtdeath |

### 2023
Das Festival fand am 27. und 28. Mai 2023 in Leeds und Hatfield statt.
| Dickies Stage | Rock Scene Stage                                                                                               | Kerrang Tent Left Stage                                                                             | Kerrang Tent Right Stage                                                                      |
| --- | --- | --------------------------------------------------------------------------------------------------- | --------------------------------------------------------------------------------------------- |
| The Offspring Bowling for Soup Less Than Jake Flogging Molly Gogol Bordello Millencolin Zebrahead Teenage Bottlerocket Millie Manders & The Shutup | Enter Shikari Billy Talent Pvris Kids in Glass Houses Underoath Wargasm Holding Absence Trash Boat Vukovi Zand | Yellowcard The Academy Is... Four Year Strong Real Friends Fireworks Hawthorne Heights Destroy Boys | Creeper The Menzingers Boston Manor Trophy Eyes Spanish Love Songs Movements Sincere Engineer |

| Key Club Stage Left                                                     | Key Club Stage Right                                                      | Knotfest Stage |
| ----------------------------------------------------------------------- | ------------------------------------------------------------------------- | --- |
| The Hunna Jxdn Sueco Charlotte Sands Scene Queen Emarosa Youth Fountain | The Maine Maggie Lindemann Noahfinnce Grayscale Lolo Girlfriends The Tyne | DJ Fresh Malevolence We Came as Romans Escape the Fate Fit for a King Landmvrks Static Dress Dragged Under SeeYouSpaceCowboy Higher Power Heriot |

### 2024
Das Festival fand am 25. und 26. Mai 2024 in Hatfield und Leeds statt.
| Slam Dunk Stage | GoPro Stage | Kerrang Stage                                                                                           | Monster Energy Stage | The Key Club Stage |
| --- | --- | --- | --- | --- |
| You Me at Six The All-American Rejects Boys Like Girls State Champs Mallory Knox We the Kings Head Automatica As December Falls The Dangerous Summer | I Prevail Funeral for a Friend Asking Alexandria The Ghost Inside The Blackout Set It Off The Red Jumpsuit Apparatus Caskets As Everything Unfolds | Waterparks Palaye Royale Pale Waves Against the Current Bob Vylan Rory Taylor Acorn Honey Revenge Artio | The Interrupters Goldfinger Pennywise The Bouncing Souls The Selecter The Skints Mad Caddies Big D and the Kids Table Snuff | The Wonder Years Mom Jeans L.S. Dunes La Dispute H2O Stick to Your Guns One Step Closer Guilt Trip Arm's Length Beauty School |

### 2025
Das Festival fand am 24. Mai 2025 in Hatfield und am 25. Mai 2025 in Leeds statt.
| Slam Dunk Stage | GoPro Stage                                                                       | Kerrang Stage                                                                                              | Monster Energy Stage                                                                                     | The Key Club Stage |
| --- | --------------------------------------------------------------------------------- | --- | --- | --- |
| A Day to Remember Neck Deep New Found Glory Hot Mulligan The Starting Line Movements Knuckle Puck Hit the Lights Sweet Pill | Electric Callboy The Used Finch Stray from the Path Landmvrks Dream State Defects | Alkaline Trio Less Than Jake Streetlight Manifesto Zebrahead The Aquabats Home Grown Save Ferris The Meffs | Hot Milk Wargasm As It Is Twin Atlantic Noahfinnce Rain City Drive Point North Sophie Powers Lake Malice | Scowl Split Chain Delilah Bon Graphic Nature Mouth Culture Free Throw Heart Attack Man Winona Fighter Greywind Kid Bookie |